# Kirche Großolbersdorf

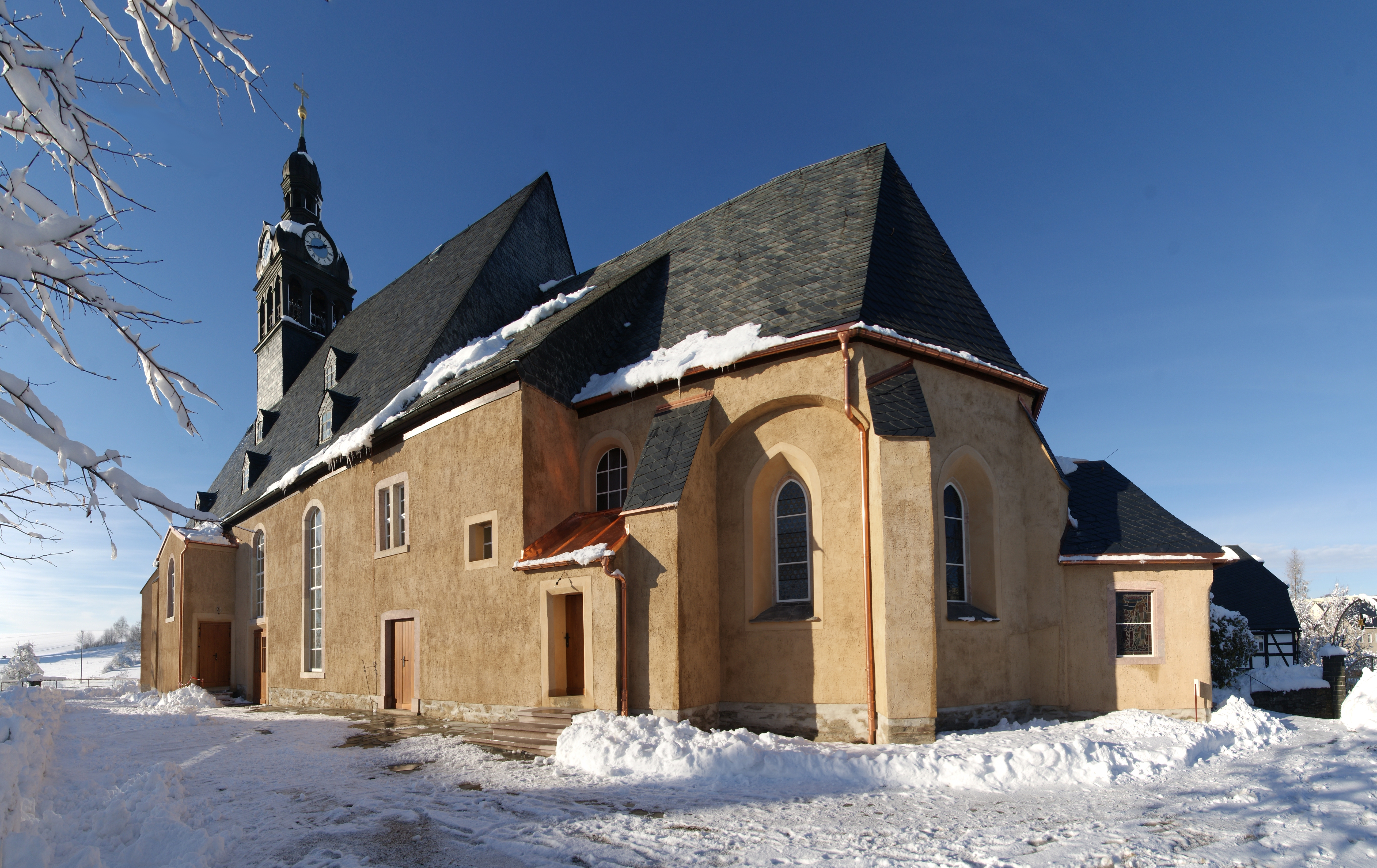
Kirche im Dezember 2012 (von Osten)

Die Kirche Großolbersdorf ist die Hauptkirche der evangelisch-lutherischen Kirchgemeinde Großolbersdorf in Sachsen mit den Orten Großolbersdorf, Hohndorf, Hopfgarten, Grünau und Scharfenstein.

## Lage

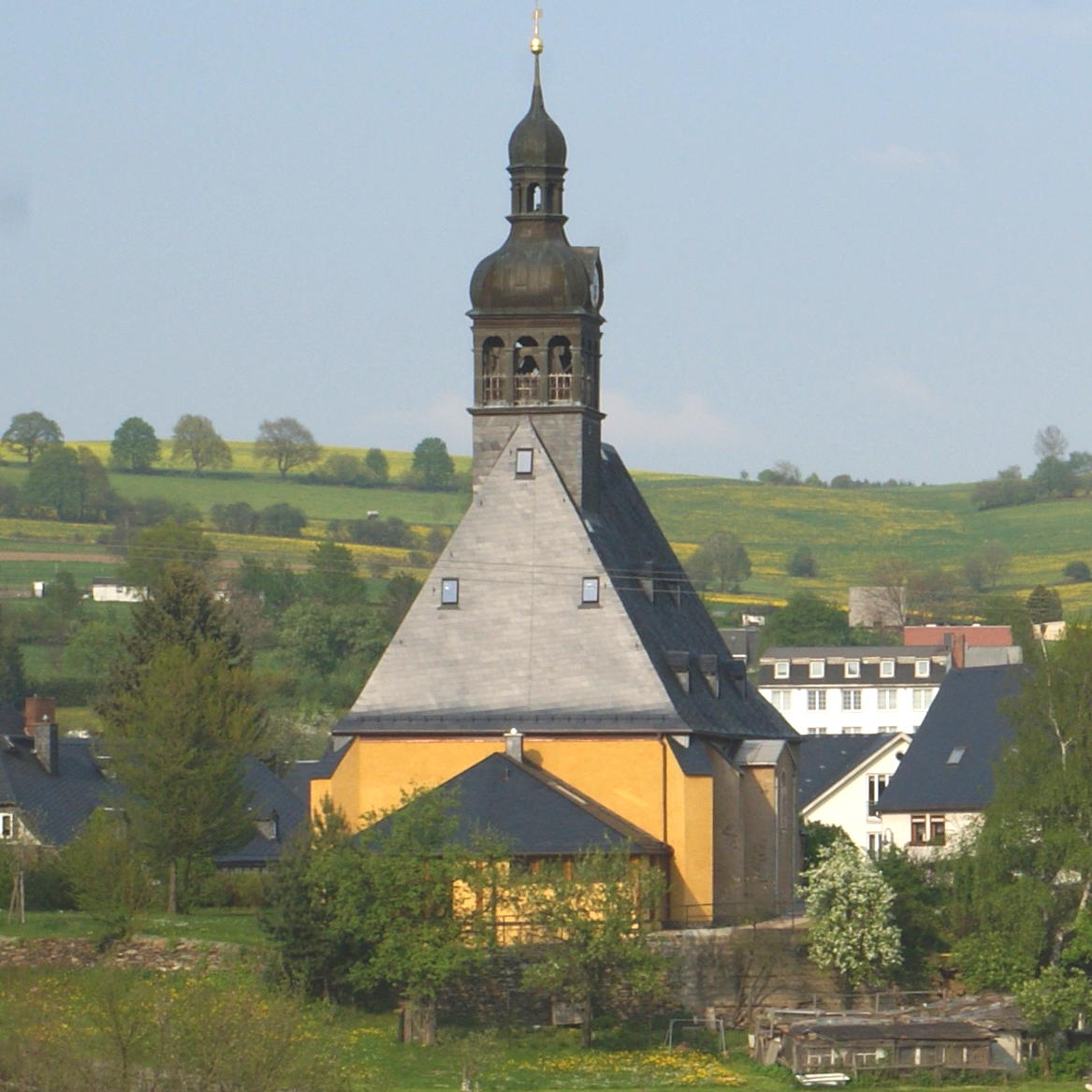
Kirche im April 2011 (von Westen)

Die Kirche liegt im Zentrum des Ortes auf dem westlichen Ende eines kleinen Höhenrückens, der den Ort von Ost nach West quert. Der heute genutzte Friedhof mit dem Grab von Karl Stülpner befindet sich am östlichen Ende dieses Rückens in etwa 250 m Entfernung. Dieser besteht seit dem 16. Jahrhundert, wurde jedoch anfangs nur selten genutzt. Seit 1867 erfolgen keine Beerdigungen mehr auf dem Gelände um die Kirche. Auf dem Kirchengelände befinden sich ein Denkmal für die Gefallenen des Ersten Weltkrieges und die Reste eines Denkmals für die Opfer des Deutsch-Französischen Krieges.
Das Pfarrhaus befindet sich in etwa 400 m Entfernung und umfasste den Besitz einer Hufe. Die Stiftung des Pfarrlehn erfolgte gemeinsam mit dem des Kirchlehns 1575.

## Geschichte

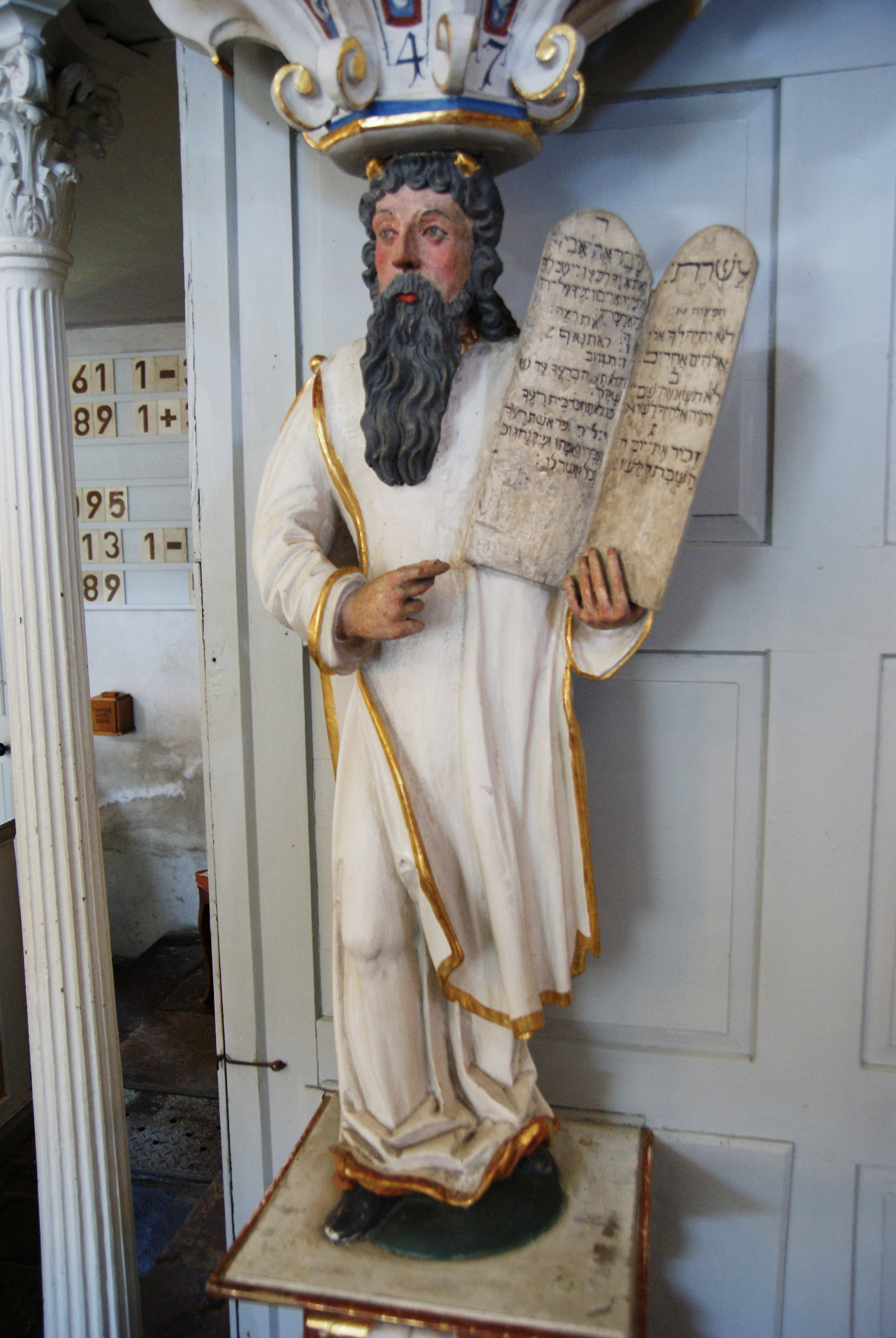
Mosesfigur an der Kanzel

Ursprünglich befand sich am Standort der Kirche eine kleine Kapelle, die zum Bereich der Pfarrei Wolkenstein gehörte. Am 18. April 1575 wurde die Kirchgemeinde eigenständig. Stifter des Pfarr- und Kirchlehns war Hildebrand Haubold von Einsiedel.
Durch schwedische Söldner unter Hans Christoph von Königsmarck wurde am 3. Januar 1643 die Kapelle niedergebrannt. Vorhanden blieb nur der Altarraum aus der Zeit um 1400 mit einem gotischen Sterngewölbe. Gottesdienste fanden in den anschließenden Jahren in der Burg Scharfenstein statt. Die Kirche wurde in der Folgezeit schnell wieder aufgebaut, zu erkennen an der Kanzel von 1647. 1707 wurde das Kirchenschiff stark erweitert und in seiner heutigen Form fertiggestellt. Der Turm wurde 1834 aufgesetzt. Zwischen 1624 und 1742 wurden insgesamt achtzehn Personen in der Kirche beerdigt.
1871/1872 erfolgte ein Umbau des Kircheninnenraumes. Die hölzernen Tragsäulen wurden durch eiserne ersetzt. Das Herrschaftsgestühl, die mit Bildern versehene Brüstung und die hölzerne Kanzel wurden ausgebaut. Die Decke wurde überputzt und die gesamte Kirche einschließlich des Altars wurde getüncht. Außerdem wurden die in der Kirche vorhandenen Gräber zugeschüttet.
Bei einer Kirchenvisitation am 5. Mai 1895 wurde das Fehlen der historischen Stücke bemerkt. Es folgten Verhandlungen zwischen dem Sächsischen Altertumsverein, der Landeskirchenleitung, der Königlichen Kommission zur Erhaltung der kirchlichen Kunstdenkmäler und dem Kirchenvorstand. 1897 wurde der Altar von seiner Kalkfarbe befreit und 1902 wurde die abgebaute Kanzel wieder eingebaut. 
1962/1963 erfolgte eine Restaurierung bei der unter anderem die ursprünglichen Farben des Altarraumes wiederhergestellt wurden.
2010 wurden an der Westseite ein Anbau für Toiletten und ein Raum für die Kinderbetreuung errichtet.

## Architektur

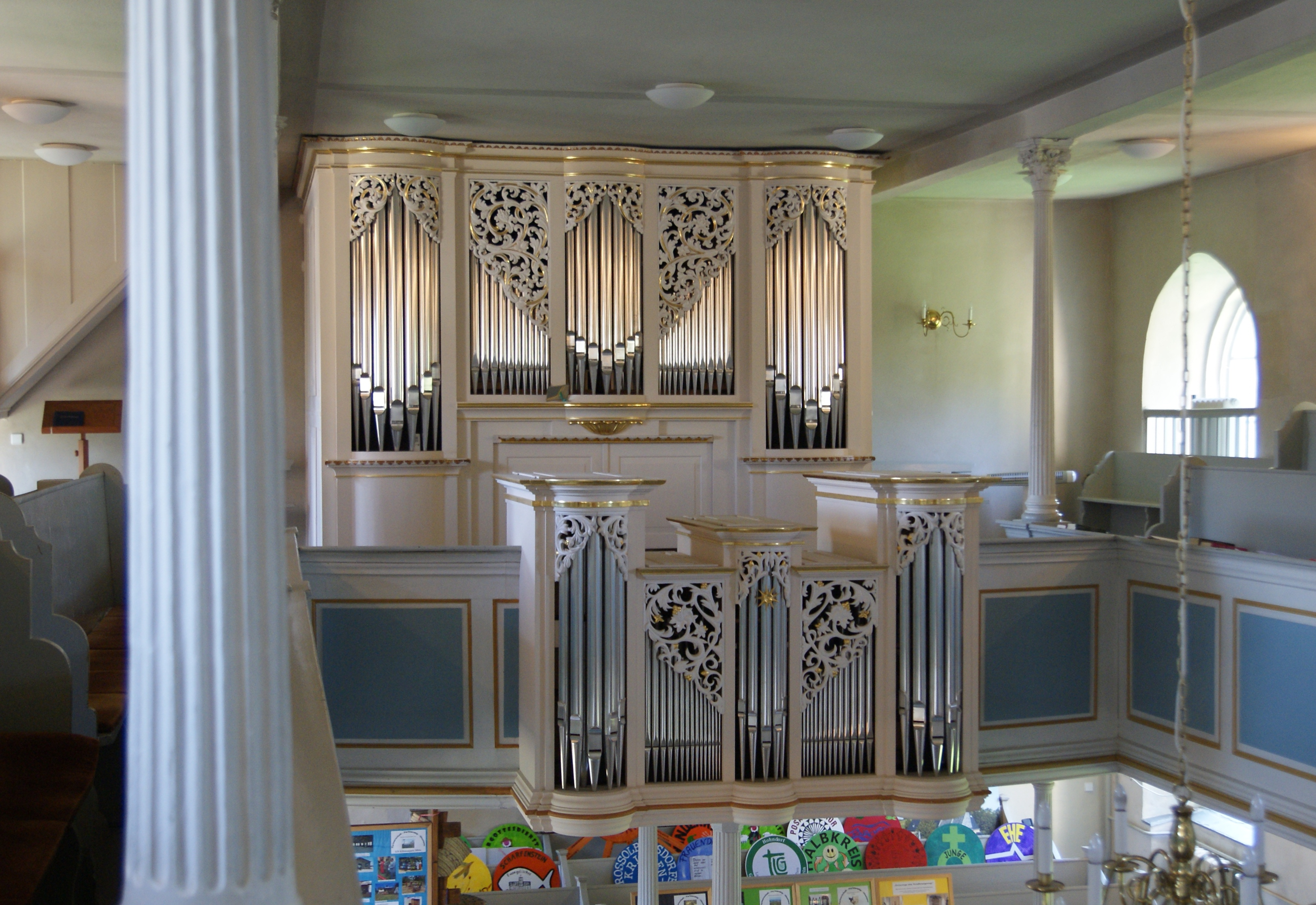
Emporen, klassizistische Holzpfeiler, Orgel

Die Kirche besitzt einen eingezogenen gotischen Chor mit Spitzbogenfenstern, der an drei Seiten des Achteckes geschlossen und mit Strebepfeilern ausgestattet ist. Auf der Südseite wurde sein westliches Joch bis an die Flucht der Schiffswand erweitert. Er ist mit einem ein Sterngewölbe gedeckt. Die Rippen sind im Birnstabprofil mit anschließender Kehle ausgeführt und die Ansätze ruhen auf Tragsteinen mit Frauen- und Männerköpfen. Auch die Kappenkurve entlang der Wand ist im Birnstabprofil ausgeführt. Der Schlussstein zeigt Jesus Christus mit dem Kreuz als Nimbus. Die 1903 eingebauten Buntglasfenster von Horst Heymann aus Dresden wurden 1945 zerstört, aber 1947 stifteten Angehörige der Familie Heymann zwei neue Fenster nach dem Entwurf von Emil Paul Börner. Das Nordfenster zeigt den gekreuzigten Jesus und das Südfenster den auferstandenen Jesus. Ein weiteres Buntglasfenster befindet sich in der Sakristei.
Ein spitzbogiger Triumphbogen trennt den Chor vom Kirchenschiff. An der Nordseite gibt es eine Sakramentsnische sowie ein altes Weihekreuz. Zwei weitere Kreuze befinden sich an der Wand hinter dem Altar.
Das Kirchenschiff hat eine getäfelte flache Holzdecke auf zwei Unterzügen. Die tragenden Holzpfeiler sind Fortsetzungen der gleichartigen Pfeiler unter den Emporen an den Längsseiten. Sie sind dünn, haben aber Kannelierung und korinthische Kapitelle nach dem Vorbild antiker Steinsäulen. Damit ist der Raum eine, wenn auch einfache, dreischiffige klassizistische Emporenhalle. Die Decke war zunächst mit Engeln und Wolken bemalt. Infolge der Bauarbeiten 1871/72 verschwand die Bemalung unter einer eingezogenen Rohrdecke und wurde bisher nicht wieder freigelegt und restauriert. Die Orgelempore im Westen verbindet die beiden Seitenemporen. Der Orgelprospekt ist geteilt, der größere Teil steht in üblicherweise auf der Empore, ein kleinerer Teil hängt vor der leicht geschwungenen Brüstung. 
Einige erhaltene Teile des früheren herrschaftlichen Gestühls (Pilaster mit Engelsköpfen und Vasen mit Blattpflanzen und Blüten, Säulegruppe mit Engelsköpfen) wurden an der Westwand des Schiffes angebracht.
An der südlichen Wand des Schiffes befindet sich eine ovale geschnitzte Gedenktafel für Pfarrer Weise, der 1707 für die Erweiterung der Kirche sorgte.
Als Glockenturm hat die Kirche einen Dachreiter, der dem Westgiebel aufsitzt. Die Turmhaube ist seit Erneuerungsarbeiten in den 1980er Jahren blechgedeckt. Der moderne Anbau vor dem Westgiebel hat einen 4/8-Schluss.
Die Dächer von Chor und Schiff haben Schieferdeckung. Das Satteldach des Schiffs ist mit Stehgauben versehen.

## Ausstattung

### Altar

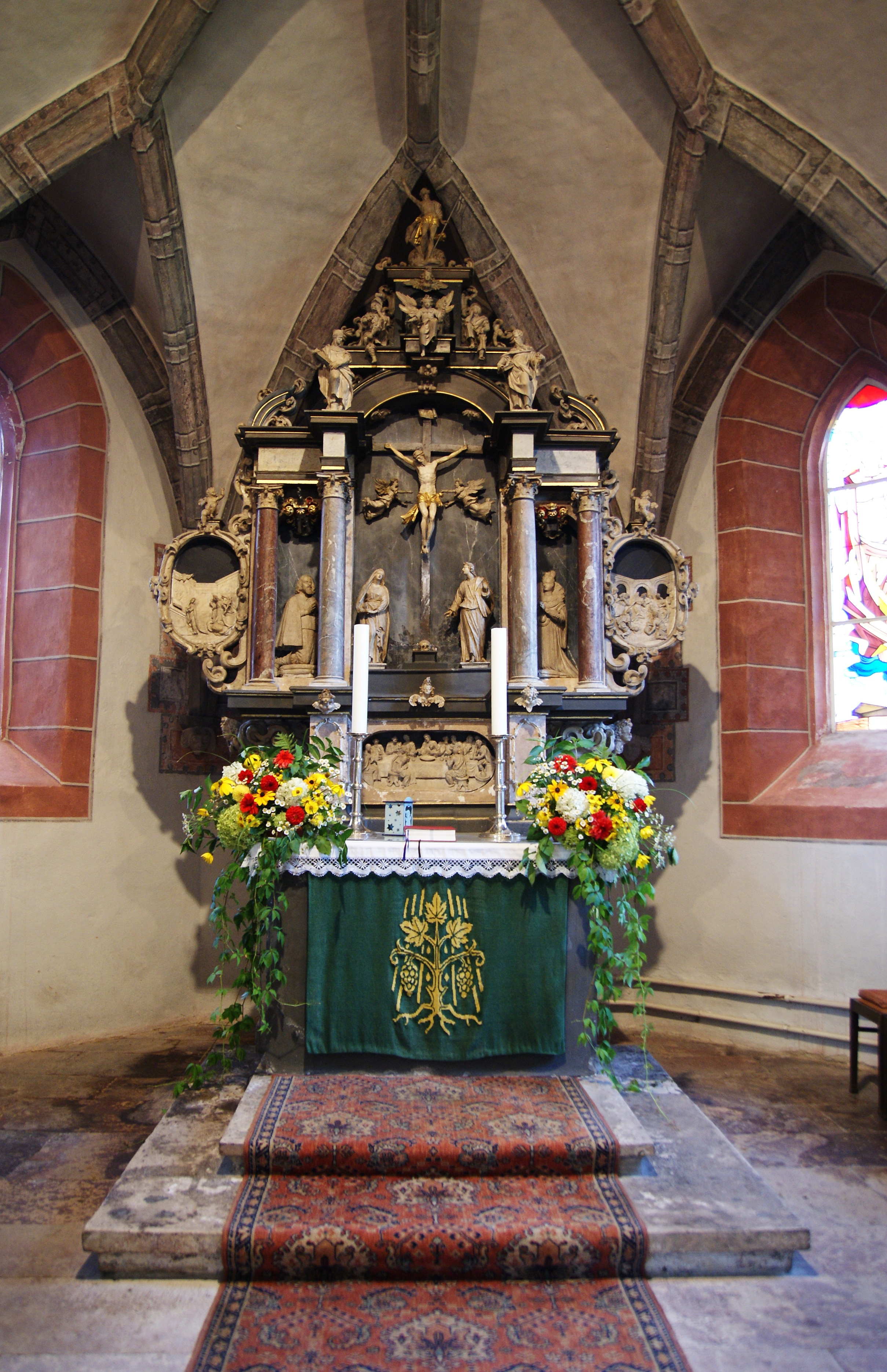
Altar

Der geschnitzte Altar wurde um 1653 vom Bildhauer Johann Böhme aus Schneeberg geschaffen. Die Predella zeigt eine Abendmahlszene. Das Mittelstück zeigt eine Darstellung der Kreuzigung mit Maria und dem Jünger Johannes. Daneben befinden sich anbetende 55 cm hohe Alabaster-Figuren des Stifters Heinrich Hildebrand von Einsiedel und seiner Ehefrau Anna Sophia von Ponickau und deren Wappen. Zwei ganz außen befindliche Medaillons zeigen die Verkündigung der Geburt Christi und die Anbetung der Hirten. Über der Kreuzigungsszene stehen Figuren der Apostel Paulus und Petrus. Auf der Spitze des Altars steht ein auferstandener Jesus, neben zwei schlafenden Soldaten. Der in der Form eines Rhombus gestaltete Altar fügt sich ideal ins Sterngewölbe ein.

### Kanzel

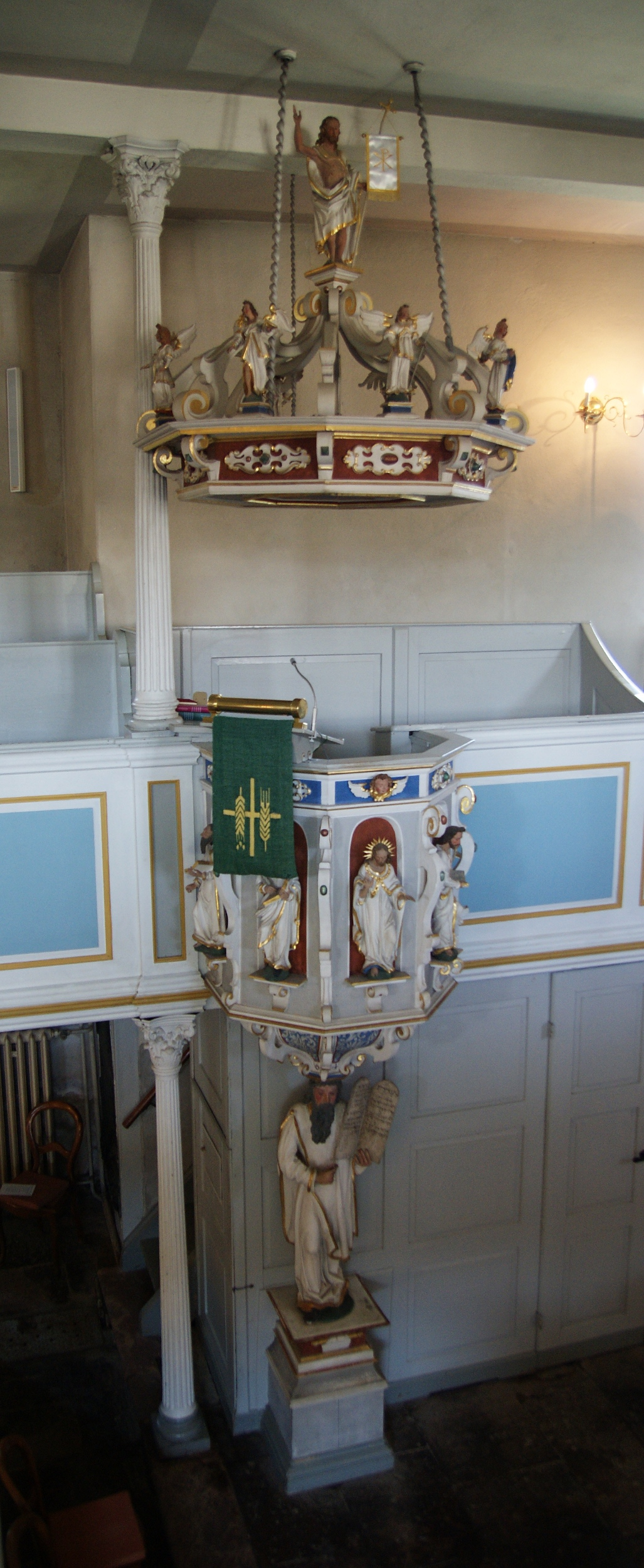
Kanzel

Die Kanzel wurde vermutlich ebenfalls von Johann Böhme geschaffen. Sie steht auf einer 1,18 Meter hohen Moses-Figur mit den Gesetzestafeln. Die Gesetze sind in Hebräisch geschrieben. Über dem Kopf wölbt sich die Kanzel zur 1,13 m hohe Brüstung und trägt die Jahreszahl 1647. In der fünfteiligen Brüstung stehen fünf 57 cm hohe geschnitzte Figuren. In der Mitte steht Jesus als Salvator. Zur rechten Seite stehen Lukas mit einem Stier und Johannes mit einem Adler, auf der linken Seite Markus mit einem Buch und Matthäus ohne ein spezielles Attribut.
Über der Kanzel befindet sich ein 26 cm hoher Schalldeckel. Dieser ist mit sieben Engeln besetzt. Ein Engel trägt einen Mantel und zwei Würfel, ein zweiter einen Schwamm und ein dritter ein schwarzes Kreuz. Drei der Engel sind kniefrei dargestellt. Nach oben wird der Deckel von einem Aufbau überragt der einen triumphierenden Jesus mit Siegesfahne trägt.

### Taufstein
Der Taufstein aus Sandstein wurde 1904 von der Familie Heymann aus Dresden gestiftet. Er ist achteckig und trägt Kinderköpfe. Die Umschrift lautet: „Lasset die Kindlein zu mir kommen.“

### Abendmahlsgeschirr
Zum Inventar der Kirche gehört ein 20,5 cm hoher vergoldeter Silberkelch des Freiberger Goldschmiedes Samuel Klemm. Der achtblättrige Fuß hat einen Durchmesser von 18 cm. Auf dem Fuß befinden sich Engelsköpfe sowie vier Emailbilder mit den Evangelisten. Der Knauf besitzt Engelsköpfe sowie Halbedelsteine. Die Cuppa zeigt die Wappen der Familien von Einsiedel und von Schönberg und ist mit durchbrochener getriebener Arbeit belegt.
Außerdem gehört eine silberne Hostienbüchse mit getriebenen Blumenwerk aus derselben Zeit zum Bestand.

### Weiteres Inventar
Die goldbronzenen Leuchter wurden ab 1893 durch unterschiedliche Spender, Vereine gestiftet sowie nach speziellen Sammlungen angeschafft.
Außerdem befinden sich im Kirchenschiff zwei frühere Grabplatten. Diese waren zwischenzeitlich in der Burg Scharfenstein angebracht. Eine zweiteilige Platte stammt aus dem Jahr 1675 und galt Heinrich Hildebrand von Einsiedel. Die andere Platte stammt aus dem Jahr 1624 und zeigt ein Kind.

## Orgel
Der erste Nachweis einer Orgel in der Kirche findet sich in einer Rechnung aus dem Jahr 1667. Als Erbauer der Orgel werden Matthias Tretzscher aus Marienberg oder Jacob Schedlich aus Joachimsthal vermutet. Diese Orgel muss zwischen 1643, der Zerstörung der Kirche, und 1663 errichtet worden sein. Diese Orgel hatte mindestens ein Pedalregister.

### Göthel-Orgel
In den Jahren 1869 bis 1871 erbaute der Orgelbaumeister Christian Friedrich Göthel aus Borstendorf ein neues Instrument. Die Einweihung erfolgte Anfang 1872. Das rein mechanische Instrument hatte zwölf Register (662 Pfeifen) auf einem Manual und Pedal.
| Manualwerk C–e3 |            |       |
| 1.              | Principal  | 8′    |
| 2.              | Gedeckt    | 8′    |
| 3.              | Quintatön  | 8′    |
| 4.              | Octave     | 4′    |
| 5.              | Rohrflöte  | 4′    |
| 6.              | Gemshorn   | 4′    |
| 7.              | Quinte     | 3′    |
| 8.              | Octave     | 2′    |
| 9.              | Quinte     | 1 ⁄2’ |
| 10.             | Mixtur III |       |

| Pedal C–f1 |          |     |
| 11.        | Subbaß   | 16′ |
| 12.        | Octavbaß | 8′  |

- Koppeln: Pedalcoppel
- Spielhilfe: Klingel zum Calcant

### Schmeißer-Orgel
Ab 1911 begann sich die Kirchgemeinde mit einer Generalreparatur und Erweiterung der Orgel zu befassen. Gleichzeitig wurden auch Überlegungen zum Bau einer neuen Orgel angestellt. Im Sommer 1912 wurden verschiedene Angebote von den Orgelbauunternehmen Alfred Schmeisser, Eule und Jehmlich eingeholt. Den Zuschlag erhielt schließlich Alfred Schmeißer. Obwohl die Ausführung erst für 1918 vorgesehen war, beschloss der Kirchenvorstand 1914 auf Grund der durch den Ersten Weltkrieg steigenden Materialpreise die unverzügliche Ausführung der Arbeiten. Am 7. November 1915 wurde die neue Orgel geweiht. Dabei wurde das Gehäuse des bestehenden Instrumentes weitergenutzt. Die Schlussrechnung für die Orgel betrug 10.500 Reichsmark. Das neue Instrument hatte 24 Register (156 Holz- und 1182 Metall-Pfeifen) und eine Transmission auf zwei Manualen und Pedal. die Spieltraktur war pneumatisch.
| Hauptwerk C-f3 |               |       |
| 1.             | Bordun        | 16′   |
| 2.             | Principal     | 8′    |
| 3.             | Rohrflöte     | 8′    |
| 4.             | Gemshorn      | 8′    |
| 5.             | Gambe         | 8′    |
| 6.             | Dolce         | 8′    |
| 7.             | Octave        | 4′    |
| 8.             | Spitzflöte    | 4′    |
| 9.             | Quinte        | 2 ⁄3′ |
| 10.            | Octave        | 2′    |
| 11.            | Mixtur III-IV | 2′    |
| 12.            | Trompete      | 8′    |

| Schwellwerk C-f3 |                  |     |
| 13.              | Lieblich Gedackt | 16′ |
| 14.              | Geigenprincipal  | 8′  |
| 15.              | Aeoline          | 8′  |
| 16.              | Octave           | 4′  |
| 17.              | Flauto doce      | 4′  |
| 18.              | Waldflöte        | 2′  |
| 19.              | Terzzimbel III   |     |
| 20.              | Oboe             | 8′  |

| Pedal C-d1 |                      |     |
| 21.        | Subbaß               | 16′ |
| 22.        | Principalbaß         | 8′  |
| 23.        | Choralbaß            | 4′  |
| 24.        | Posaune              | 16′ |
| 25.        | Gedacktbaß (=Nr. 13) | 16′ |

- Koppeln: I/I (Superoktavkoppel, II/I; auch als Super- und Suboktavkoppel), I/P, II/P
- Spielhilfe: zwei freie Kombinationen, Crescendo-Tritt, Schwelltritt

### Heutige Orgel (Wünning)
Bereits ab den 1970er Jahren begann sich der Zustand dieser Orgel zu verschlechtern. Am 31. März 1978 erhielt das Orgelbauunternehmen Schuke aus Potsdam den Auftrag. Bis 1989 kam dieser Neubau nicht zur Ausführung. Die Währungsunion 1990 und die damit verbundene Halbierung der bisher gesammelten Spenden und die Vervierfachung der Baukosten machten eine Ausführung unmöglich. Der Bau der Orgel wurde deshalb zurückgestellt. 
Erst 1997 wurde erneut das Vorhaben Orgelneubau in Angriff genommen. Zur Spendensammlung wurde eigens ein Förderverein gegründet. Die am 27. Mai 2001 geweihte Orgel des Großolbersdorfer Orgelbaumeister Georg Wünning kostete 415.000 DM. Um die Akustik zu verbessern wurde an der Empore ein Rückpositiv eingebaut. Die Orgel wurde erneut in das restaurierte Gehäuse der Göthel-Orgel aus dem Jahr 1871 eingebaut. Sie hat 31 Register auf zwei Manualen und Pedal. 
| Rückpositiv C-g3 |             |        |
| 1.               | Gedackt     | 8′     |
| 2.               | Quintade    | 8′     |
| 3.               | Octave      | 4′     |
| 4.               | Rohrflöte   | 4′     |
| 5.               | Nasat       | 2 ⁄3′  |
| 6.               | Octave      | 2′     |
| 7.               | Quinte      | 1 ⁄3′  |
| 8.               | Terz        | 1 3⁄5′ |
| 9.               | Sifflöte    | 1′     |
| 10.              | Scharff III |        |
| 11.              | Vox humana  | 8′     |
| 12.              | Tremulant   |        |

| Hauptwerk C-g3 |                    |       |
| 13.            | Bordun             | 16′   |
| 14.            | Principal          | 8′    |
| 15.            | Rohrflöte          | 8′    |
| 16.            | Gemshorn           | 8′    |
| 17.            | Unda maris (ab f0) | 8′    |
| 18.            | Oktave             | 4′    |
| 19.            | Traversflöte       | 4′    |
| 20.            | Quinte             | 2 ⁄3′ |
| 21.            | Octave             | 2′    |
| 22.            | Spitzflöte         | 2′    |
| 23.            | Mixtur IV          |       |
| 24.            | Cornett V (ab f0)  |       |
| 25.            | Trompete           | 8′    |
| 26.            | Tremulant          |       |

| Pedal C-f1 |            |     |
| 27.        | Subbaß     | 16′ |
| 28.        | Octavbaß   | 8′  |
| 29.        | Gedacktbaß | 8′  |
| 30.        | Choralbaß  | 4′  |
| 31.        | Fagott     | 16′ |
| 30.        | Trompete   | 8′  |
| 31.        | Clarine    | 4′  |

- Koppeln: I/II, I/P, II/P, jeweils als Zug und Tritt in Wechselwirkung.

## Glocken
Die Kirche besitzt drei Glocken. Alle drei Glocken wurde von Zacharias Hilliger in Freiberg gegossen. Die große und mittlere Glocke mussten am 25. Juni 1942 zum Einschmelzen abgegeben werden. Sie konnten aber 1949 vom Glockenfriedhof zurückgeholt werden. Da die mittlere Glocke einen Riss aufwies, wurde sie 1950 in Apolda neu gegossen.
Alle Glocken hängen seit 1912 an gekröpften Jochen und werden mechanisch geläutet.
| Nr. | Bild            | Gussjahr | Gewicht (kg) | Schlagton | Inschrift | Anmerkungen                                                                                                |
| --- | --------------- | -------- | ------------ | --------- | --- | --- |
| 1   | Große Glocke    | 1645     | 450          | c2        | Des Kriegs Wesen that mich verzehren -- Durch Heinrich Hildebrand von Einsiedel -- Bin ich verneut zu Gottes Wort -- Zv rvffen die Levt An dem Ort -- Gott erhalt dein Wort vnd segn -- Die Einsiedl hie vndt dord -- Sophia 1645 | Glockenzier: Wappen der Familien von Einsiedel und von Ponickau Die Glocke wird bei Beisetzungen geläutet. |
| 2   | Mittlere Glocke | 1643     | 260          | d2        | „Si Deus pro nobis Quis contra nos“ (Ist Gott mit uns, wer sollte wieder und sein) | Neuguss 1950 Die Glocke wird zu den Betzeiten geläutet.                                                    |
| 3   | Kleine Glocke   | 1645     | 150          | fis2      | „O rex gloriae veni cum pace“ (O König der Ehren, komme mit Frieden) | Wird bei Taufen allein geläutet.                                                                           |

## Diakone und Pfarrer

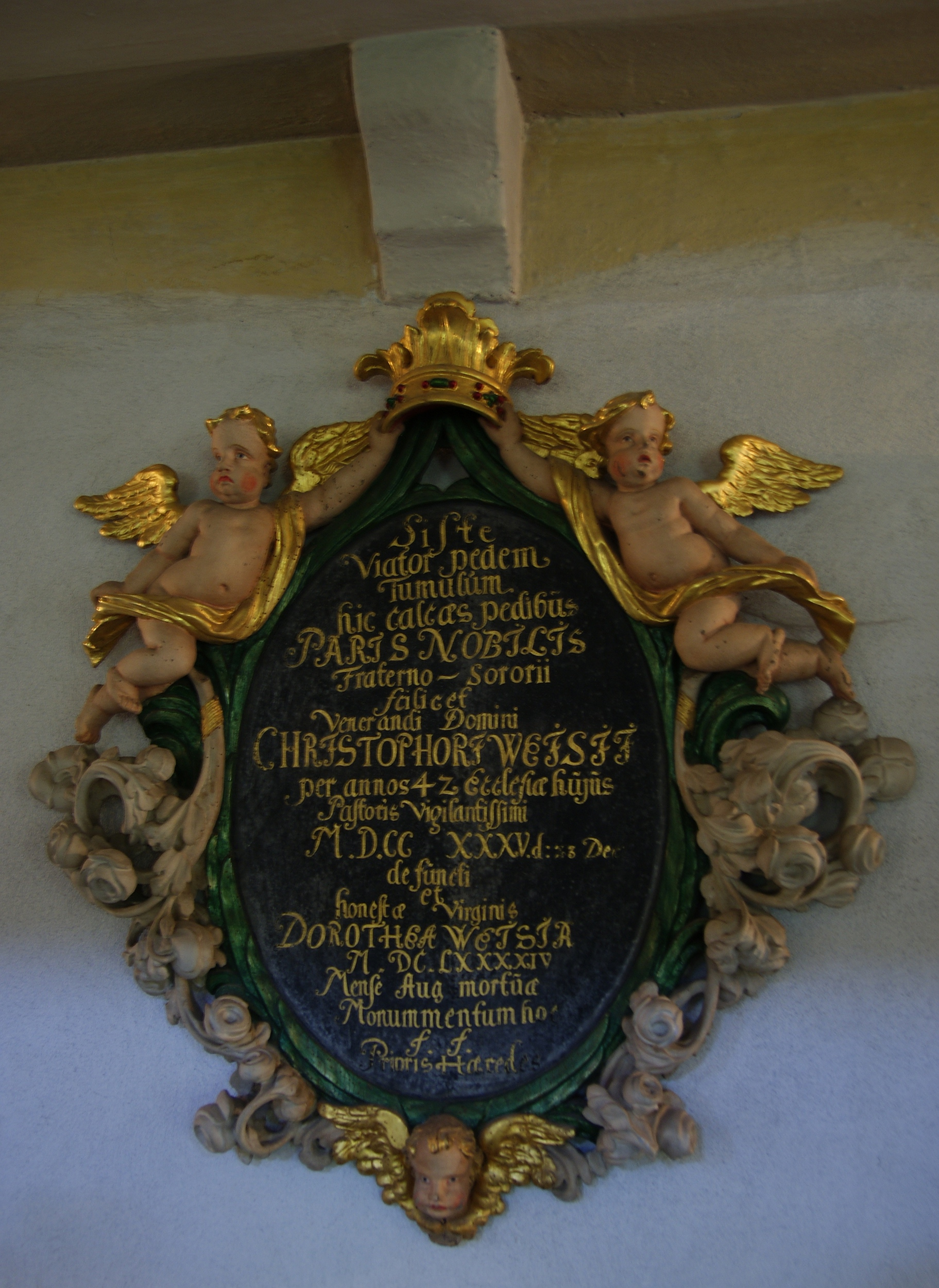
Gedenktafel für Pfarrer Weise

Bis zur Eigenständigkeit der Kirchgemeinde war der Diakon der Kirche Wolkenstein für den Pfarrdienst in Großolbersdorf zuständig.
- 1540–1554: Thomas Marhel
- 1554–1563: Josua Doberaver aus Buchholz
- 1563–1565: Georg Ruta oder Raute
- 1565–1571: Jakob Bodenstein aus Wolkenstein
- 1571–1575: Abraham Homilius

Seit der Einrichtung des selbstständigen Kirchspieles amtierten bisher 22 Pfarrer in Großolbersdorf.
- 1575–1602: Johann Pufendorf kam aus Glaucha und starb in Großolbersdorf.
- 1602–1617: Simon Ammon kam aus Annaberg und starb in Großolbersdorf.
- 27. Mai 1618–1. Oktober 1630: Balthasar Frischmann aus Freiberg. Frischmann war vorher 12 Jahre Pfarrer in Tuttendorf, er verstarb in Großolbersdorf
- 1630–29. September 1633: Johann Kapfenberger (* 1577 in Nördlingen) war vorher Diakon in Wolkenstein und ab 1628 Gehilfe in Großolbersdorf, wo er auch verstarb.
- 1634–1636: George Wenzel (* 1591 in Lauenstein) war vor seiner Versetzung Pfarrer in Bärenstein bei Altenberg. Er starb am 16. Juli 1650.[2]
- 1636–30. November 1687: Christian Köhler wurde 1604 in Schneeberg geboren. Köhler war vorher Pfarrer von Wild- und Langenbach bei Schneeberg. In seine Dienstzeit fällt die Zerstörung und der Wiederaufbau der Kirche sowie Jahre der Pest. Dabei verlor er unter anderem seine Ehefrau. Er starb in Großolbersdorf.
- 1688–1. Juni 1693: Johann Schmeer (* 1647 in Fürstenwalde, Mark Brandenburg) starb in Großolbersdorf.
- 5. November 1693–23. November 1735: Christoph Weise (* 1660 in Weißenfels) wurde in der Kirche bestattet und mit einer heute noch erhaltenen geschnitzten Tafel gewürdigt. Während seiner Amtszeit erfolgte der Bau des Kirchenschiffes.
- 1736–6. Februar 1749: Michael Caspari (* 1699 in Waldau in der Oberlausitz) starb in Großolbersdorf
- 20. Juli 1749–6. September 1779: Gotthold Ehrenfried Portziger (Portius) (* 12. Mai 1720 in Wolperndorf (Sachsen-Altenburg)) starb in Großolbersdorf.
- 8. März 1780–19. Februar 1820: Friedrich Salomon Eberhard Schreiber (* 1744 in Unter-Oppurg) und starb in Großolbersdorf.
- 1820–1866: Maximilian Lindner (* 1791 in Nossen) war seit 1818 Diakon in Wolkenstein und starb als Emeritus am 31. März 1867 in Dresden
- 1866–1892: Maximilian Lindner (* 1822) war der Sohn des vorherigen Pfarrers. Er starb 1900 emeritiert in Dresden.
- 6. November 1892–1907: Karl August Häselbarth  (* 1856 in Trünzig; † 1931)
- 1908–1911: Paul Johannes Hoffmann (* 1869 in Hohenstein-Ernstthal; † 1934)
- 1911–1926: Karl Moritz Gerhard Kanig (geb. 25. November 1875 in Bautzen - ges. 6. Juli 1958) war von 1899 bis 1906 Missionar in Ukamba/Tansania. Vor seinem Dienst in Großolbersdorf war er Pfarrer in Glauchau und danach Pfarrer in Kittlitz.[3]
- 1927–1934: Johannes Franz Leberecht Reetz (* 1871 in Stettin) war von 1900 bis 1906 war er Pfarrer in Siedkow. Während seiner Zeit in Großolbersdorf verfasste er im Selbstverlag das Büchlein „Geschichte und Geschehen in der Kirchgemeinde Großolbersdorf“, 1934 in den Ruhestand gegangen
- 30. April 1935–31. August 1946: Johannes Arno Everth (* 11. Januar 1888 in Döbeln) war von 1912 bis 1917 als Missionar der Leipziger Mission in Tansania und von 1917 bis 1919 in britischer Kriegsgefangenschaft. Anschließend war er Pfarrer in Gleisberg und Marienberg. Er ging am 1. September 1948 in den Ruhestand und starb am 30. Mai 1954.[4]
- 1948–1. Oktober 1976: Karl Mißbach (* 12. September 1911) ging 1976 in den Ruhestand und starb am 3. Januar 1998, vorher Pfarrer in Brand-Erbisdorf, Flöha und Frankenberg
- 1977–4. September 1995: Herbert Filz (* 26. Januar 1936) starb in Großolbersdorf, vorher Pfarrer in Breitenborn
- 1. Februar 1997–30. April 2018: Winfried Gröschel (* 1955) war vorher Pfarrer in Dittmannsdorf
- seit 1. Mai 2019: Frank Bliesener (* 25. Juni 1965 in Dresden) war vorher Pfarrer in Lawalde und am Dom St. Marien in Zwickau.